# Selenicereus extensus
Selenicereus extensus là một loài thực vật có hoa trong họ Cactaceae. Loài này được (Salm-Dyck ex DC.) Leuenb. mô tả khoa học đầu tiên năm 2001.